# Surcouf tigrul celor șapte mări
Surcouf tigrul celor șapte mări (titlul original: în italiană Surcouf, l'eroe dei sette mari) este un film de aventuri coproducție franco-hispano-italian, realizat în 1966 de regizorii Sergio Bergonzelli și Roy Rowland după o povestire de Georges de La Grandière și Jacques Séverac, protagoniști fiind actorii Gérard Barray, Antonella Lualdi, Terence Morgan și Geneviève Casile.

## Rezumat
Cadrul principal al filmului este Île de France din Oceanul Indian (azi mai bine cunoscută sub numele de Mauritius, insula principală a statului cu același nume, care a aparținut Franței până în 1810). Tânărul locotenent Robert Surcouf din Saint-Malo a fost transferat acolo în vremea napoleoniană pentru că nu era un ginere suficient de bun pentru un bogat proprietar de șantier naval. Dar Surcouf a obținut faimă și onoare în Oceanul Indian când a depășit blocada engleză și a adus mâncare pentru echipajul înfometat. Desigur, a deturnat și nave engleze împotriva unor ordine exprese, pentru care echipajul lui Surcouf nu ar trebui să primească nicio recompensă. Așa că trebuie să se întoarcă în Franța, unde, datorită mijlocirii împărătesei Joséphine de Beauharnais, i se dau scrisori de răscumpărare potrivite. Dar acum devine cu adevărat un erou maritim. Rivalul său în lupta pentru mâna frumoasei Marie-Cathérine Blaise s-a asigurat acum că fata îi va fi adjudecată doar dacă amenințarea cu ruina șantierului naval din cauza contractelor guvernamentale reținute poate fi compensată. Așa că Surcouf se întoarce acasă în grabă și câștigă cursa pentru mâna miresei.

## Distribuție
- Gérard Barray – Robert Surcouf
- Antonella Lualdi – Margaret Carruthers
- Terence Morgan – lordul Blackwood
- Geneviève Casile – Maria Cristina
- Armand Mestral – Fell
- Gérard Tichy – Kernan
- Alberto Cevenini – Garneray
- Vidal Molina – Andre Chambles
- Gonzalo Esquiroz – căpitanul Toward
- George Rigaud – amiralul francez
- Rossella Bergamonti – Louise
- Mónica Randall – Joséphine de Beauharnais
- Anne Vernon – (nemenționat)
- Giani Esposito – Napoleon Bonaparte
- Virgílio Teixeira –
- Tomás Blanco –
- Frank Oliveras – Nicolas Surcouf, fratele lui Robert
- Aldo Sambrell – piratul „Bombarda”
- Luis Barboo –
- José María Caffarel – Blaise, tatăl Mariei Cristina
- Víctor Israel –
- Francisco Tuset –

## Melodii din film
- Surcouf, text de Noël Roux, muzica de Georges Garvarentz, interpretată de formația Les Compagnons de la chanson[4]

## Lansare
Filmul „Surcouf tigrul celor șapte mări” a avut premiera în Franța pe data de 23 august 1966.
În România premiera filmului a avut loc la data de 4 septembrie 1967 la cinematografele „Luceafărul” și „București” din capitală.